# Конституция Эфиопии (1995)
Конституция Эфиопии — высший закон Эфиопии, который вступил в силу 21 августа 1995 года.
Конституция состоит из 106 статей в 11 главах. Она предусматривает создание федерального правительства девяти регионов, созданных по этническому признаку, регулируемых парламентом, разделённым на Палату народных представителей и Палату Федерации. Конституция прямо предусматривает набор основных прав человека; Статья 13 определяет, что эти права и свободы будут толковаться в соответствии с Всеобщей декларацией прав человека, Международным пактом о гражданских и политических правах и в соответствии с другими международными документами, принятыми Эфиопией. Документ также гарантирует, что все эфиопские языки будут пользоваться равным признанием государства, хотя амхарский язык указывается в качестве рабочего языка федерального правительства.